# Tenuidactylus
Tenuidactylus is een geslacht van hagedissen dat behoort tot de gekko's (Gekkota) en de familie Gekkonidae.

## Naam en indeling
De wetenschappelijke naam van de groep werd voor het eerst voorgesteld door Mykola Mykolaiovych Shcherbak & Mikhail Leonidovich Golubev in 1984. Er zijn acht soorten inclusief de pas in 2013 beschreven soort Tenuidactylus bogdanovi. De hagedissen werden eerder aan andere geslachten toegekend, zoals Gymnodactylus, Cyrtodactylus en Cyrtopodion.
De geslachtsnaam Tenuidactylus betekent vrij vertaald 'dunne vingers'.

## Verspreiding en habitat
Alle soorten komen voor in grote delen van zuidwestelijk Azië tot oostelijk Europa en delen van het Midden-Oosten en leven in de landen Azerbeidzjan, Iran, Afghanistan, Rusland, Kazachstan, Turkmenistan, Oezbekistan, Georgië (inclusief Abchazië), Armenië, Dagestan, Pakistan, Tadzjikistan, Oekraïne, Kirgizië, Mongolië, China en Afghanistan. De habitat bestaat uit rotsige omgevingen, gematigde woestijnen, droge tropische en subtropische scrublands, droge savannen en graslanden. Ook in door de mens aangepaste streken zoals landelijke tuinen en stedelijke gebieden kunnen de dieren worden aangetroffen.

## Beschermingsstatus
Door de internationale natuurbeschermingsorganisatie IUCN is aan alle soorten een beschermingsstatus toegewezen. Zeven soorten worden beschouwd als 'veilig' (Least Concern of LC) en een soort als 'onzeker' (Data Deficient of DD).

## Soorten
Het geslacht omvat de volgende soorten, met de auteur, het verspreidingsgebied en de beschermingsstatus.
| Naam                       | Auteur                   | Verspreidingsgebied | Beschermingsstatus |
| -------------------------- | ------------------------ | --- | ------------------ |
| Tenuidactylus bogdanovi    | Nazarov & Poyarkov, 2013 | Oezbekistan, Tadzjikistan, Oekraïne                                                                                              |                    |
| Tenuidactylus caspius      | Eichwald, 1831           | Azerbeidzjan, Iran, Afghanistan, Rusland, Kazachstan, Turkmenistan, Oezbekistan, Georgië (inclusief Abchazië), Armenië, Dagestan |                    |
| Tenuidactylus dadunensis   | Shi & Zhao, 2011         | China |                    |
| Tenuidactylus elongatus    | Blanford, 1875           | Turkmenistan, Mongolië, China |                    |
| Tenuidactylus fedtschenkoi | Strauch, 1887            | Turkmenistan, Afghanistan, Pakistan, Oezbekistan, Tadzjikistan, Kirgizië, Kazachstan, mogelijk in Iran                           |                    |
| Tenuidactylus longipes     | Nikolsky, 1896           | Iran, Afghanistan, Rusland, Turkmenistan, Afghanistan, Oezbekistan                                                               |                    |
| Tenuidactylus turcmenicus  | Shcherbak, 1978          | Rusland, Turkmenistan, Afghanistan, Iran                                                                                         |                    |
| Tenuidactylus voraginosus  | Leviton & Anderson, 1984 | Afghanistan |                    |